# Kecamatan Panyingkiran
Kecamatan Panyingkiran är ett distrikt i Indonesien.   Det ligger i provinsen Jawa Barat, i den västra delen av landet, 160 km öster om huvudstaden Jakarta.